# Smilov Laz
Smilov Laz (szerbül: Смилов Лаз), település Szerbiában, a Raškai körzet Novi Pazar községében.

## Népesség
- 1948-ban 115 lakosa volt.
- 1953-ban 130 lakosa volt.
- 1961-ben 106 lakosa volt.
- 1971-ben 67 lakosa volt.
- 1981-ben 33 lakosa volt.
- 1991-ben 19 lakosa volt.
- 2002-ben 8 lakosa volt, akik mindannyian szerbek.